# Deutschlandhalle
Deutschlandehalle (literalmente, "Salón-Alemania") fue un edificio polideportivo ubicado en Berlín, Alemania. Tenía un aforo de unas 10 000 personas sentadas. Fue inaugurado por Adolf Hitler el 29 de noviembre de 1935. En 1995 se le concedió la categoría de monumento.
Principalmente se construyó para los Juegos Olímpicos de 1936. El Deutschlandhalle puede acoger a 8764 personas. En este lugar se celebraron las pruebas olímpicas de boxeo, halterofilia y lucha. El 19 de febrero de 1938 la piloto de pruebas Hanna Reitsch hizo la primera demostración de vuelo interior en el edificio con un helicóptero Focke-Wulf Fw 61.

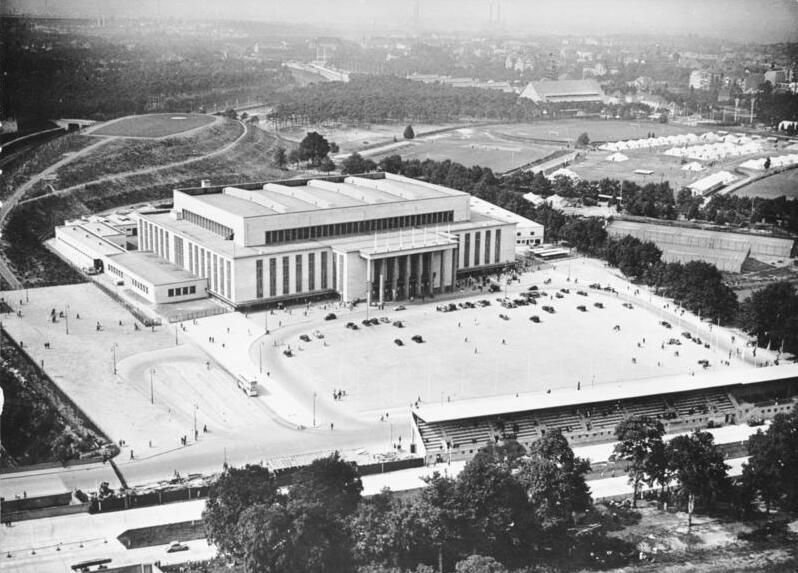
Deutschlandhalle in 1939, in the foreground terrace of the AVUS race track

En 1943 el Deutschlandhalle resultó gravemente dañado por los bombardeos aliados durante la Segunda Guerra Mundial. Tras la guerra, fue reconstruido y desde 1957 ha tenido función polideportiva, en la que ha destacado el hockey sobre hielo, pero también para fútbol sala y boxeo.
En él se celebraron la final de la euroliga de baloncesto de 1980 entre el Maccabi de Tel Aviv y el Real Madrid (el Real Madrid ganó 89-85),, la final de la Copa Korać de 1995 en la que el equipo de casa, el ALBA Berlin se llevó el trofeo y el Campeonato Mundial de Boxeo Aficionado de 1995.
El edificio también se ha utilizado para conciertos: Ella Fitzgerald actuó en 1960; y el concierto se grabó y publicó como Ella in Berlin. El 4 de septiembre de 1970 Jimi Hendrix's celebró en el Deutschlandhalle su penúltimo concierto.
En la película Christiane F. (1981) aparece una actuación de David Bowie en el Deutschlandhalle.
Tras la reunificación alemana, el Deutschlandhalle perdió el puesto de primer palacio de los deportes de Berlín, que cedió a los recién construidos Velodrom, Max-Schmeling-Halle y O2 World. El edificio tuvo que ser clausurado varias veces por reformas, la última de ellas en 2009. En mayo de 2008, el Senado de Berlín decidió que se demoliera y que construyera una pista de hielo en su lugar. La demolición tuvo lugar el 3 de diciembre de 2011.
En 2014 fue inaugurado el CityCube Berlin, un edificio construido sobre el terreno donde se ubicaba el Deutschlandhalle y que forma parte de la Messe Berlin.